# Souvenir de Florence
Het Strijkerssextet in d-mineur Souvenir de Florence, Op. 70, (voor twee violen, twee altviolen en twee celli) is gecomponeerd door Pjotr Iljitsj Tsjaikovski in juni en juli 1890 en in december 1891 en januari 1892 gereviseerd. De première was op 6 december 1892 in Sint-Petersburg (de versie van 1891-1892). Tsjaikovski droeg het werk op aan de Kamermuziekvereniging van Sint Petersburg als antwoord op zijn toetreding tot deze vereniging. Het werk heeft een traditionele vierdelige vorm en de titel is ontstaan toen de componist het in Florence begon te schrijven. De Franse titel Souvenir de Florence kan vertaald worden als herinnering aan Florence.

## Delen
1. Allegro con spirito (d-mineur, ca. 10 minuten)
2. Adagio cantabile e con moto (D-majeur, ca. 11 minuten)
3. Allegretto corto moderato (a-mineur, ca. 6 minuten)
4. Allegro con brio e vivace (D-majeur, ca. 7 minuten)

## Analyse
Het eerste deel is in de sonatevorm geschreven. Zonder introductie wordt het heftige thema gepresenteerd in d-mineur. Het tweede thema staat in de majeurparallelle toonsoort F-majeur en is rustiger van karakter. Na een doorwerking en reprise eindigt het deel met een snel coda.
Deel twee, het langzame deel in D-majeur klinkt onschuldig, het romantische thema wordt gestart door de eerste viool (met pizzicato begeleiding) en vervolgd door de cello. Dan volgt een onderbreking met een wat wilder tussenspel, waaraan alle instrumenten deelnemen, waarna het stuk eindigt met de herhaling van het hoofdthema.
De laatste twee delen met hun karakteristieke Russische en volksmuziekachtige melodiek en ritmiek contrasteert met de eerste twee delen.

## Arrangementen
Het werk is ook verschenen in diverse arrangementen, o.a. voor strijkorkest.

## Trivia
Delen van dit werk zijn gebruikt in het ballet Anna Karenina uit 2005, onder choreografie van Boris Eifman.
Het eerste deel van dit werk - in de versie voor strijkorkest - wordt in de onderbrekingen van het televisieprogramma Podium Witteman gebruikt.